# Киньонес, Бальтасар де
Бальтасар де Киньонес (исп. Baltasar de Quiñones) (? — 20 июня 1798) — испанский доминиканец, генеральный магистр ордена (1777—1798).

## Биография
Родился в Ноблехасе, дата рождения неизвестна. Стал известен как проповедник при дворе короля Испании Карла III.
В 1777 году на очередном генеральном капитуле Ордена проповедников он был избран 65-м генеральным магистром. Ему пришлось руководить орденом в крайне непростое для доминиканцев и прочих католических орденов время. Во многих странах Европы под воздействием идей Просвещения правители придерживались секуляристских взглядов и всячески ограничивали влияние Католической церкви на общество и преследовали монахов. На капитуле, который избрал Киньонеса главой ордена были запрещены любые дискуссии, которые могли разозлить светские власти.
Вскоре выяснилось, что выбор Киньонеса главой был неудачным. Генеральный магистр молча воспринимал тяжёлую ситуацию в ордене, подвергавшегося секулярным атакам, а вскоре ситуация для доминиканцев ещё более осложнилась после начала Великой французской революции, вожди которой были настроены резко антиклерикально. Доминиканцы, наряду с другими монахами подверглись репрессиям, в 1789—1793 годах были уничтожены все монастыри, большинство монахов было арестовано, убито или изгнано.
Всего в период с 1789 по 1850 год в результате антиклерикальных мер европейских правительств были уничтожены все доминиканские монастыри во Франции, Бельгии и Германии; частично в Италии, России и других европейских странах.
Ввиду апатии генерального магистра и неспособности управлять орденом в столь критической ситуации, папа Пий VI в начале 1798 года отстранил Киньонеса от обязанностей. Он умер через полгода после отстранения, 20 июня 1798 года во Флоренции